# Лашкарьов Вадим Євгенович
Вадим Євгенович Лашкарьов (7 жовтня 1903, Київ — 1 грудня 1974, Київ) — український науковець, першовідкривач фізичних ефектів, які були покладені в основу напівпровідникових технологій і мікроелектроніки, академік Академії наук УРСР (з 12 лютого 1945 року).

## Біографія

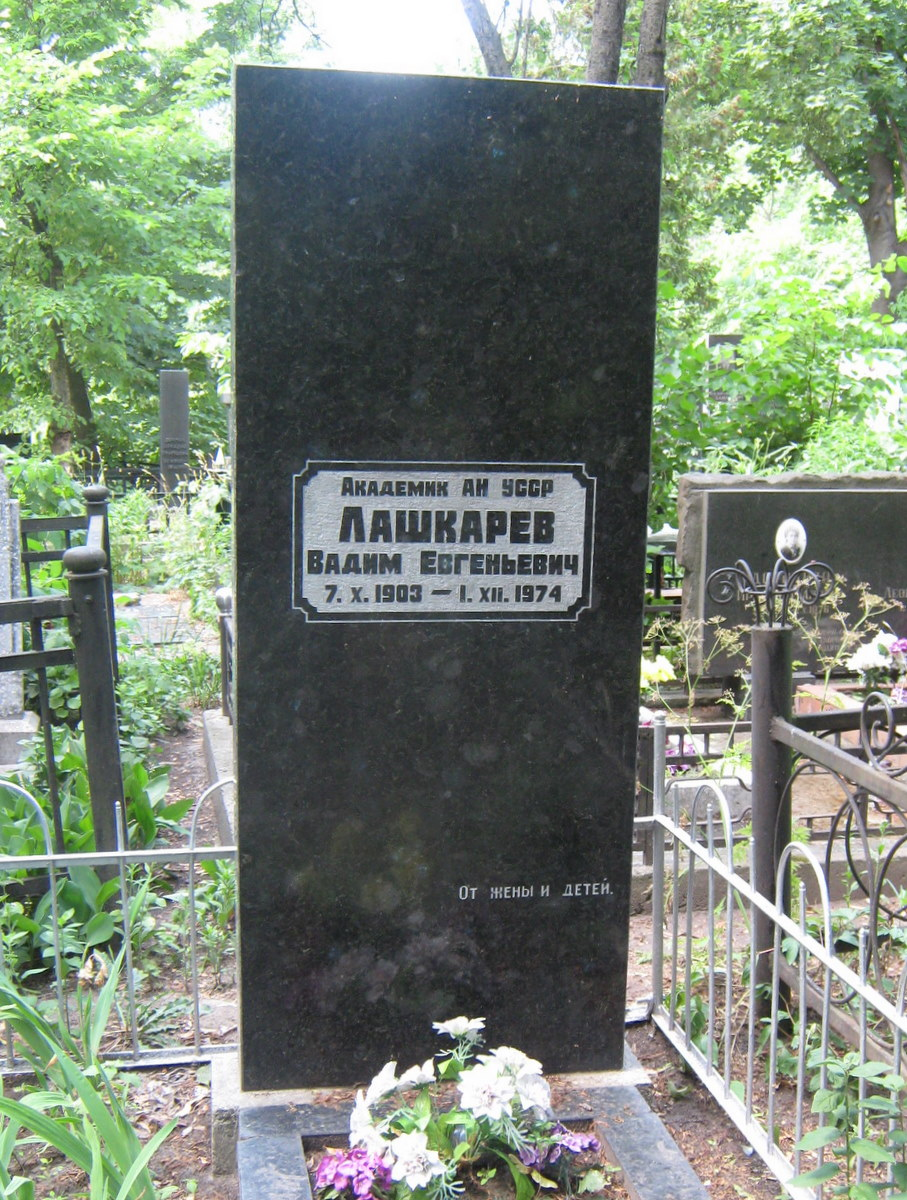
Могила Вадима Лашкарьова

Народився 7 жовтня 1903 року у Києві. В 1924 році закінчив Київський інститут народної освіти. У 1924—1927 роках — аспірант, викладач Київської науково-дослідницької кафедри фізики. Від 1928 року працював у Ленінградському фізико-технічному інституті, з 1930 року очолював там відділ рентгенівської та електронної оптики, а з 1933 року — лабораторію дифракції електронів. Цього ж року опублікував монографію «Дифракция электронов». За результатами отриманих ним досліджень в 1935 році йому без захисту дисертації присудили вчений ступінь доктора фізико-математичних наук.
У лютому 1935 року був заарештований за «участие в к/р группе мистического толка», а в липні цього ж року засуджений на 5 років заслання до Архангельська (реабілітований 15 липня 1957 року). В 1935—1939 роках — працював завідувачем кафедри Архангельського медичного інституту. Від 1939 року — завідувач відділом напівпровідників Інституту фізики АН УРСР.
У 1941 році експериментально відкрив p-n перехід у закисі міді. Того ж року Лашкарьов опублікував результати своїх відкриттів у статтях «Дослідження замикаючих шарів методом термозонда» і «Вплив домішок на вентильний фотоефект у закису міді» (в співавторстві зі своєю колегою К. М. Косоноговою). У роки радянсько-німецької війни разом з Інститутом фізики АН УРСР був евакуйований до Уфи.
Перебуваючи у Сибіру під час війни, Лашкарьов розробив купроксні діоди для армійських радіостанцій і домігся їх промислового випуску на заводі в Уфі. Після відвоювання Києва разом з інститутом повернувся в Україну. В 1944—1952 роках водночас з роботою в інституті завідував кафедрою фізики, а в 1952—1956 роках — новоствореною кафедрою фізики напівпровідників Київського університету.
Досліджував біполярну дифузію нерівноважних носіїв струму. Заклав основи вчення про електрорушійні сили в напівпровідниках. Від 1956 року був головним редактором заснованого цього ж року «Українського фізичного журналу». Від 1960 року працював в Інституті напівпровідників АН УРСР (з 1960 року — завідувач відділом; в 1960—1970 роках — директор). Спільно з В. Ляшенко провів піонерські дослідження поверхневих явищ у напівпровідниках. Створив наукову школу. Помер 1 грудня 1974 року у Києві. Похований на Байковому кладовищі (ділянка № 6).

## Відзнаки, пам'ять
Лауреат Державної премії УРСР (1981, посмертно).
2002 року його ім'я присвоєно Інституту фізики напівпровідників НАН України.